# Greenpoint Avenue (stacja metra)
Greenpoint Avenue – stacja metra nowojorskiego, na linii G. Znajduje się w dzielnicy Greenpoint okręgu Brooklyn w Nowym Jorku. Zlokalizowana jest pomiędzy stacjami 21st Street i Nassau Avenue. Została otwarta 19 sierpnia 1933.